# Castillo de San Cristóbal (Santa Cruz de Tenerife)
El castillo de San Cristóbal en Santa Cruz de Tenerife (Tenerife, Canarias, España) fue la primera fortificación de importancia de la isla de Tenerife y el principal pilar del conjunto defensivo de la bahía de Santa Cruz. Hoy en día, solo se conservan unas murallas del edificio original que se exhiben en una galería subterránea de la Plaza de España de la capital tinerfeña. La céntrica Calle del Castillo debe su nombre a esta fortificación.

## Historia
Se comenzó a construir en 1575 bajo la administración del gobernador Álvarez de Fonseca, aunque fue el 20 de enero de 1577 cuando entró en servicio. El castillo se distinguía por presentar una planta de tendencia cuadrada o cuadrilonga, completada por baluartes romboidales o puntas de diamantes en sus vértices. En la construcción de los muros se utilizaron sillares en su parte inferior y mampostería en su parte superior. Estos elementos descansaban casi sin cimentación alguna sobre las lavas de tipo basáltico que predominaban en esta zona de la costa. En el patio de la fortificación se dispuso un aljibe para el abastecimiento del agua. Posteriormente, en el año 1813 se pasó allí la pila que desde el siglo anterior se había ubicado en la plaza de armas, la actual Plaza de la Candelaria, denominada por eso Plaza de la Pila, en cuyo entorno se encontraban las casas del alcalde y de la guarnición, los depósitos y el aljibe.
Con el paso de los años, fue pertinente la acometida de diferentes reformas, algunas de ellas recomendadas por el ingeniero militar Leonardo Torriani, aunque estas no modificaron en exceso su estructura. No obstante, el proceso natural de expansión urbanística de la ciudad, junto con las nuevas tácticas militares y la coyuntura internacional del momento, sumieron al edificio en claras condiciones de degradación que terminaron con el derribo de la fortificación en 1928. Sobre el lugar en el que estuvo emplazada se esparcieron grandes cantidades de materiales con el fin de ganar espacio al mar y construir una plaza de grandes dimensiones, actual Plaza de España, que finalmente fue inaugurada en 1947.

## Hallazgo

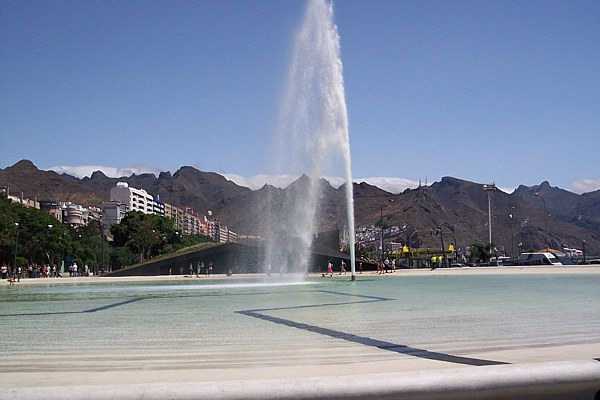
Plaza de España. La línea negra que destaca en el fondo del lago representa los límites de las ruinas del castillo.

El 28 de junio de 2006, con motivo de las obras de remodelación de la Plaza de España, fueron localizados unos restos que posteriormente se comprobó que pertenecían a los del castillo. En ese momento se adoptaron medidas cautelares y protectoras con el objeto de garantizar la preservación del hallazgo. La zona fue vallada y los trabajos mediante maquinaria pesada, suspendidos. En los estudios técnicos que se realizaron en consecuencia se comprobó que la estructura del edificio había sufrido graves daños en el momento de su derribo en 1928. Sin embargo, los vestigios encontrados, que corresponden a la parte oriental de la fortificación y más concretamente al muro del baluarte o punta de diamante situada en el vértice nordeste fueron conservados e integrados en el subsuelo de la nueva Plaza de España a modo de una pequeña muestra museística. Las ruinas tienen una altura de unos 2 o 3 metros en un extremo, y de 1 o 2, en el otro, y presentan una longitud de unos 7,5 metros. 

## Centro de interpretación

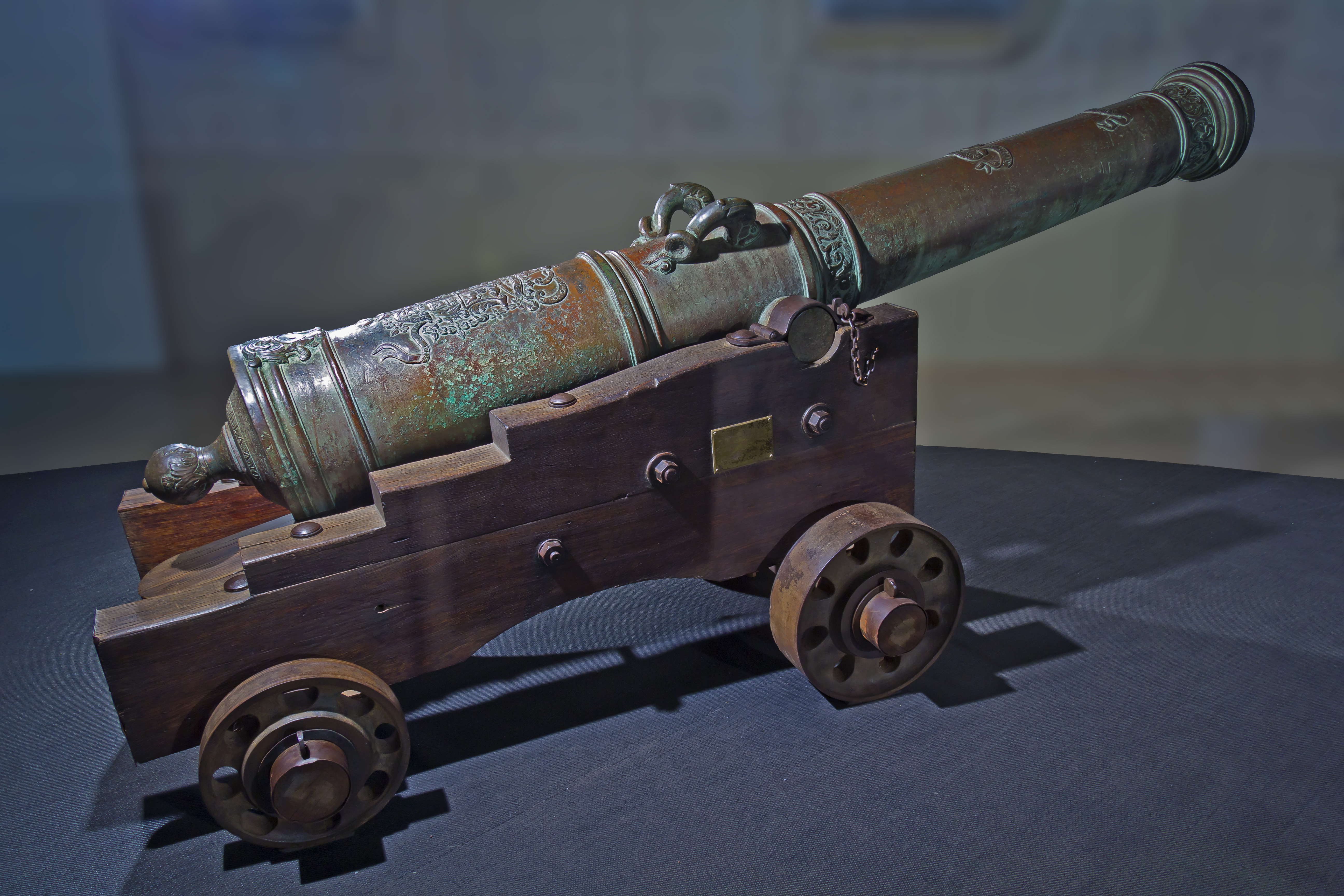
Cañón Tigre

El espacio subterráneo habilitado, donde se exhiben las murallas conservadas del castillo, expone el sistema defensivo que tuvo Tenerife, haciendo un recorrido no exclusivamente por los castillos de Santa Cruz, como son San Cristóbal, San Juan y Paso Alto, sino además por los que se repartieron por el resto de la geografía insular, de los cuales algunos se mantienen hoy en pie, como el Castillo de San Felipe en el Puerto de la Cruz o el Castillo de San Miguel en Garachico.
El proyecto expositivo, que consiste en una galería elaborada por el Museo de Historia de Tenerife y el Museo de Antropología de Tenerife, concluye con una explicación monográfica dedicada al propio Castillo de San Cristóbal, desde su construcción en 1575 hasta su derribo en 1928. En él se encuentra el famoso Cañón Tigre, antes situado en el Museo Histórico Militar de Canarias.

## Visitas
El Centro de Interpretación Castillo de San Cristóbal puede visitarse en el siguiente horario:

### Horario
- De lunes a sábado de 10:00 a 18:00h.
- Cerrado: domingos y festivos; 24, 25 y 31 de diciembre; 1 y 6 de enero y martes de Carnaval.
- Acceso hasta 15 minutos antes del cierre.

### Ubicación
El Castillo de San Cristóbal está ubicado en la Plaza de España de Santa Cruz de Tenerife. A 10 minutos andando de la estación de guaguas y a 5 de la parada "Fundación" del tranvía.